# N-52 (航空機)
N-52
- 用途：軽飛行機
- 設計者：日本大学旧工学部、岡本製作所
- 製造者：岡本製作所
- 初飛行：1953年4月7日
- 運用状況：運用終了

N-52は、日本大学工学部（現・理工学部）と岡村製作所によって開発された軽飛行機。第二次世界大戦後3番目の日本製飛行機である。

## 概要
N-52は、1945年（昭和20年）以来連合国軍最高司令官総司令部（GHQ）によって禁止されていた日本による航空機製造が1952年（昭和27年）に解禁されたことを受け、戦後初の国産機を目指して開発が始められた航空機の一つである。基礎設計は日大工学部の木村秀政教授と航空研究会の学生によって行われ、機体の製作は岡村製作所が担当した。また、朝日新聞社から制作費の援助を、運輸省運輸技術研究所から風洞試験・翼桁強度試験用の設備新設などの協力を受けている。
製作された1機は1953年（昭和28年）4月7日に浜松飛行場で初飛行し、翌1954年（昭和29年）4月に耐空証明を取得。その後、エンジン換装などの改修を加えられ「N-52A」となり、1955年（昭和30年）7月にN-52Aとしての初飛行を藤沢飛行場で行っている。しかし、飛行することはほとんどなく、耐空証明失効後は日本大学習志野校の倉庫で保管されることになった。
機体は並列複座、木金混合骨組に合板および羽布張りの低翼単葉機で、操縦訓練に適した機体だったがエンジンの馬力不足や重量過大などの問題点があり、上昇性能などの不良を招いていた。単発のエンジンは当初はコンチネンタル A-65 水平対向4気筒（65 hp）を装備していたが、N-52Aへの改修時により大出力のコンチネンタル C-90に換装。同時にプロペラもセンセニッヒ製の72CK44から72CK48に変更され、これらによって大幅な性能向上がなされている。

## 諸元（N-52A）
- 全長：6.0 m
- 全幅：8.6 m
- 全高：2.6 m
- 翼面積：12.0 m2
- エンジン：コンチネンタル C-90-12F 空冷水平対向4気筒（95 hp） × 1
- 最大速度：160 km/h
- 航続距離：400 km
- 乗員：2名